# طعم اکتسابی

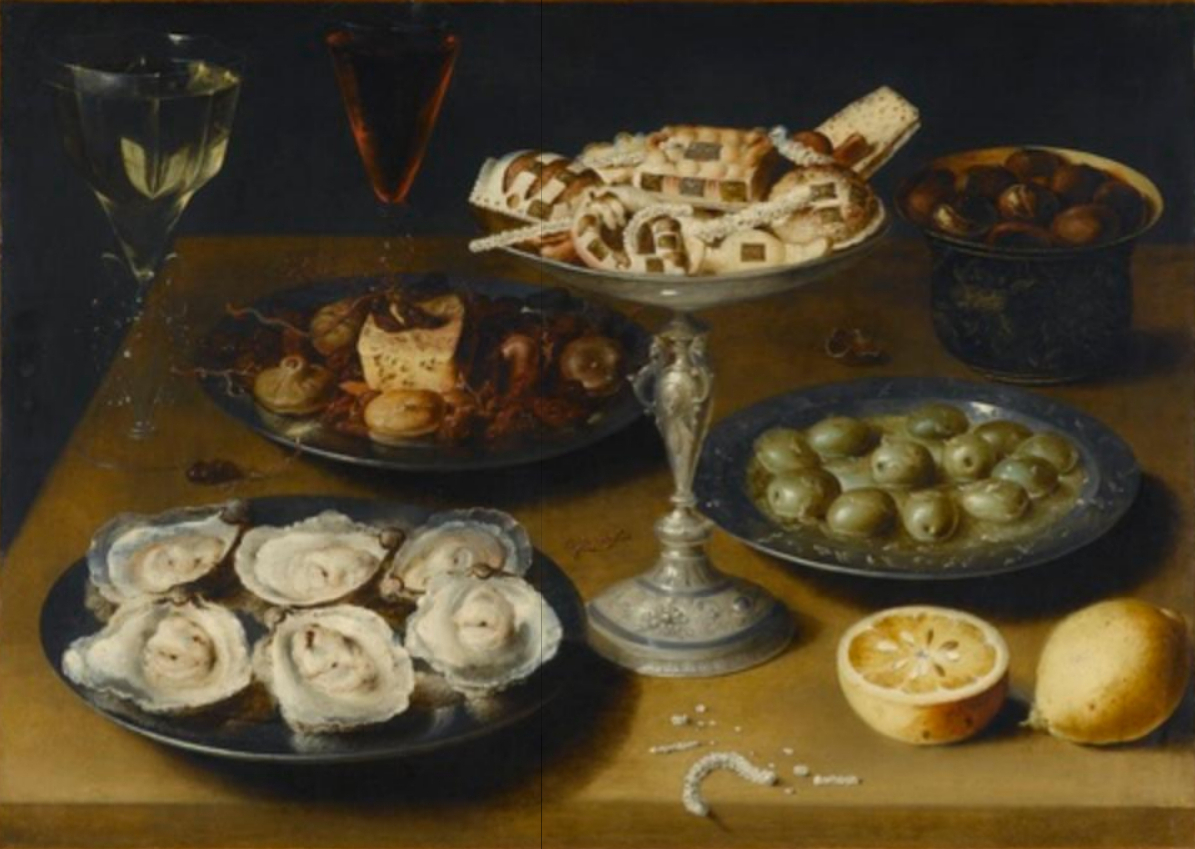
برای درک مزهٔ یک خوراکی، می‌بایست چندین‌بار از یک نوع مواد غذایی خورده شود تا متوجه طعم آن بشویم.

طعم اکتسابی یا ذائقه اکتسابی،‌ طعمی است که برای فرد ناآشنا ممکن است در ابتدا ناخوشایند باشد.
معمولا برای لذت بردن از این طعم‌ها، باید چندین بار سعی کرد تا مزهٔ آن یاد گرفته شود. از مزه‌های اکتسابی می‌توان به آبجو، خاویار، قهوه، زیتون و شراب قرمز اشاره کرد. گاهی ذائقه در هنر نیز با این پدیده قیاس می‌شود.